# Station Moses Gate
Moses Gate is een spoorwegstation van National Rail in Farnworth, Bolton in Engeland. Het station is eigendom van Network Rail en wordt beheerd door Northern Rail. 